# دمانگاری

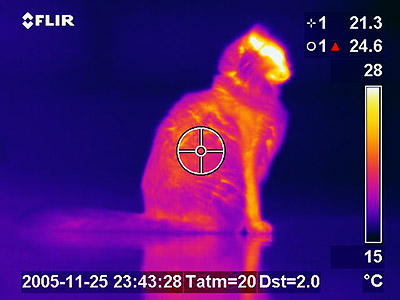
دمانگاشت یک گربه

دمانگاری یا ترموگرافی (به انگلیسی: Thermography) از روش‌های تصویربرداری فروسرخ است. گاهی به آن تصویربرداری دمایی نیز گفته می‌شود.
در این روش دوربین‌های دمانگار تابش فروسرخ طیف الکترومغناطیسی (طول موج ۹ تا ۱۴ µm) را دریافت کرده و از آنها دمانگاشت (به انگلیسی: Thermogram) تهیه می‌کنند. بر اساس قانون تابش جسم سیاه، هر جسمی که دمایی بالاتر از صفر مطلق (۰ K) داشته باشد از خود تابش فروسرخ ساطع می‌کند که این امر امکان دیده شدن آن جسم را در صورت وجود یا عدم وجود نور مرئی فراهم می‌سازد. میزان پرتو فروسرخ منتشر شده از هر جسم با تغییرات دما متغیر است و این امر باعث می‌شود تا تغییرات نامحسوس دما نیز در تصویربرداری فروسرخ قابل روئیت باشند. این تصویر می‌تواند مقایسه دما را در سطوح بسیار بزرگ نیز فراهم سازد.

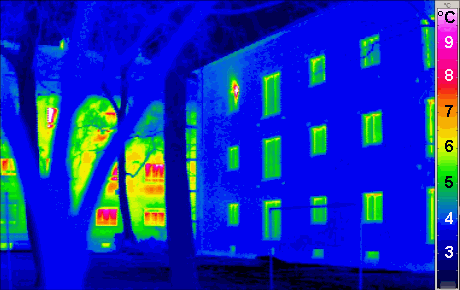
دمانگاشت دو ساختمان که میزان اتلاف انرژی را نشان می‌دهد

دمانگاری با عکاسی مادون قرمز تفاوت دارد.

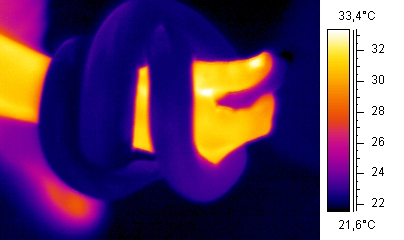
دمانگاشت از ماری که دور دست یک انسان پیچیده‌است

## کاربردهای دمانگاری
- تصویربرداری فروسرخ در پزشکی و ماموگرافی
- باستان‌شناسی
- قابلیت نمایش قطعات در حال خراب شدن بواسطه گرمای تولیدی آنها
- نمایش دما در محیط‌های غیرقابل دسترس و خطرناک
- نمایش تلفات گرما و انرژی در ساختمان‌ها و تأسیسات
- مشاهده اجسام در تاریکی
- ارزیابی ریسک آتش‌سوزی
- ارزیابی آثار هنری
- عیب‌یابی اتصالات سست در تجهیزات برقی
- عیب یابی تجهیزات مکانیکی دوار
- تشخیص ضعف یا کمبود روانکاری در بیرینگها
- مشکلات تسمه ها و پولیها
- تشخیص ضعف پوشش عایق در سطوح داغ

## دوربین دمانگاری (ترموگرافی)
این وسیله مفید و کارآمد تجهیزی است که انرژی حرارتی منتشر شده از اجسام را جمع‌آوری و آن را به یک تصویر رنگی با کیفیت تبدیل می‌کند. البته باید توجه کرد که تصاویر ایجاد شده توسط دوربین در اصل تصاویری خاکستری هستند که با کمک کامپیوتر داخل دوربین به تصویر رنگی تبدیل می‌شوند. یکی از نکات مهمی که رعایت آن برای دستیابی دمای واقعی در دماسنج‌های مادون قرمز و توزیع دمایی صحیح در عکسهای بدست آمده از دوربینهای مادون قرمز، اهمیت زیادی دارد، تنظیم صحیح پارامتر ضریب تابش سطح مورد اندازه‌گیری است.
به تازگی شرکت FLIR اقدام به ساخت گجتی به نام FLIR ONE نموده‌است که با اتصال به گوشی‌های هوشمند اندروید یا ios می‌توانند آن‌ها را به دوربین ترموگرافی تبدیل کنند. البته کارایی این گجتها در مقایسه با دوربینهای صنعتی محدود بوده و برای بازرسی های حساس و ارزیابی وضعیت تجهیزات صنعتی توصیه نمیشوند.

### میدان دید FOV در دوربین ترموگرافی
میدان دید Field of View یکی از اصلی‌ترین ویژگی‌های دوربین‌های ترموویژن است که که اشاره به وسعت و گستره دید انسان و تجهیزات دارای لنز فیلم‌برداری و عکاسی است که اختصاراً به صورت (FOV)نوشته می‌شود. میدان دید در انسان‌ها اصطلاحاً به محدودیت‌های ناشی از دید انسان بر اساس توانایی‌های شبکیه چشم یا وجود عینک در چشم و… گفته می‌شود که بنا به تعریف میزان درجه زاویه دید انسان در طول ثابت است که برای تجهیزات دوربین دار نیز همین تعریف صادق است.

#### میدان دید لحظه ای (IFOV) و نسبت فاصله اندازه‌گیری به نقطه (D:S)
میدان دید لحظه ای اصطلاحاً میزان وضوح فضای عکس برداری یا تصویر برداری از را دور است که به رزولوشن فضا یا وضوح هندسی یا میدان دید لحظه ای (IFOV) شناخته می‌شود واحد اندازه‌گیری آن میلی رادیان milliradians (mrad) است که بنا به تعریف منطقه تحت دید یا پوشش یک پیکسل واحد را در دستگاه گویند و تعداد پیکسل‌هایی که برای محاسبه درجه حرارت یا حداقل کیفیت تصویر نقطه ای استفاده می‌شود نسبت فاصله اندازه‌گیری به نقطه نامیده می‌شود که به صورت (D:S) ویا (DTS) نوشته می‌شود.

برای مثال وقتی گفته می‌شود دوربین ترموویژنی دارای لنز استاندارد با نسبت اندازه‌گیری ۱:۲۰۰ است این معنی استنباط می‌شود که این ترموویژن می‌تواند دمای یک هدف ۵ میلی‌متری را در فاصله ۱۰۰۰ میلی‌متری اندازه‌گیری کند و این نسبت با رابطه ۱:۱۰۰ قابل تعمیم است

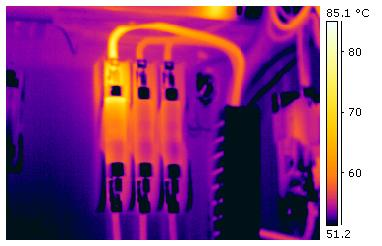
دمانگاشت از تعدادی فیوز الکتریکی. فیوز سمت چپ دچار مشکل است و گرم شده‌است

## وسایل اندازه‌گیری دما (ترموگراف)
دستگاه‌های دمانگاری یا ترموگراف امروزه به صورت گسترده‌ای رایج شده‌اند. به عنوان مثال، می‌توان به دستگاه SD200 اشاره کرد. این دستگاه ویژگی‌هایی از قبیل ذخیره اطلاعات بر روی کارت SD با فرمت اکسل و نمایش دوگانه فشار یا رطوبت و دما را دارا می‌باشد. دستگاه‌های پیشرفته تری همچون دستگاه EXTECH RHT20 قابلیت رسم گراف دما و قابلیت هشدار دهنده دمای بحرانی را دارا می‌باشد. برخی از این وسایل اندازه‌گیری عملکرد چندگانه نیز دارند، علاوه بر اندازه‌گیری دما، فشار و رطوبت را نیز اندازه‌گیری می‌کنند.

## کاربرد دمانگاری در معماری
امروزه به دلیل اتلاف انرژی ساختمان و آلودگی‌های مختلف، مسئله انرژی در صنعت ساختمان سازی بیش از پیش مورد توجه معماران قرار گرفته‌است، در نتیجه بحث ارائه راه‌کارهایی برای جلوگیری از اتلاف انرژی در ساختمان و توجه به عوامل و راه‌حل‌های آن از اهمیت زیادی برخوردار است. یکی از ابزارهایی که می‌توان با آن میزان انرژی ساختمان را اندازه‌گیری کرد و با آن ساختمان را به گونه‌ای طراحی کرد که کمترین اتلاف انرژی را داشته باشد، بحث ترموگرافی ساختمان است.در مهندسی معماری از  هر جا که تغییرات دما و درجه حرارت وجود داشته باشد،از تجزیه و تحلیل الگوهای حرارتی ساختمان استفاده می‌کنند.
مهم‌ترین مزیت  آن ارزیابی بدون تخریب و تماس با سازه است و در سازه‌هایی که سقف آن بلند است و امکان دسترسی به آن سخت است می توان با استفاده از ترموگرافی آن را ارزیابی کرد.
با استفاده از ترموگرافی میتوان برای انجام آزمایش برای تشخصی چگونکی نشت انرژی و مکان آن نیز استفاده کرد هم چنین برای مشکلات تاسیساتی و تهویه مطبوع نیز استفاده می‌شود.

### نحوه کار بازرسیترموگرافی
بازرسی ترموگرافی ساختمان در دو نوع داخلی و خارجی می‌تواند باشد
در بازرسی داخلی به این دلیل که هوای گرم از دیوار‌ها خارج نمی‌شود و تشخیص دما در سطح بیرونی ساختمان به دلیل وزش باد دشوار است در نتیجه بازرسی داخلی رایج‌تر و دقیق‌تر است.
برای تفسیر الگوهای حرارتی دریافتی نیاز به ویژگی‌هایی مثل تابش و بازتاب یک جسم دارد و مصالحی با قابلیت تابش بالا به این دلیل که تمایلی به جذب دمای بازتاب شده اطراف خود ندارند، نتایج بهتری ارائه می‌دهند.

### انواع دستگاه‌های بازرسی ترموگرافی
تصاویر حرارتی در مقیاس خاکستری هستند: سفید نشان دهنده گرما، سیاه نشان دهنده مناطق سردتر، و سایه‌های مختلف خاکستری نشان دهنده گرادیان دما بین این دو است. با این حال، در مدل‌های جدیدتر دوربین‌های تصویربرداری حرارتی به تصاویری که تولید می‌کنند رنگ اضافه می‌کنند تا به کاربران کمک کنند اشیاء را با وضوح بیشتری با استفاده از رنگ‌هایی مانند نارنجی، آبی، زرد، قرمز و بنفش شناسایی کنند.
- رادیومتر نقطه‌ای: رادیومتر تابش یک نقطه را در یک زمان اندازه‌گیری می‌کند که در سطح وسیع دقت بالایی ندارند. رادیومتر دیجیتال RD-3000C، میزان شدت پرتوها شامل گاما، ایکس و ذرات بتا را با استفاده از شمارنده GM اندازه‌گیری می‌کند.[۱۰]
- اسکنر حراراتی: اسکنر حرارتی دمای تابشی را در امتداد یک خط ثبت می‌کند. برخی از این اسکنرها برای اندازه‌گیری دما بدون تماس، از جمله در محیط‌های صنعتی  طراحی شده‌اند. محفظه مستحکم آن دارای سیستم خنک‌کننده آب و تصفیه هوای استاندارد بوده و دارای دید لیزری داخلی هستند.[۱۱]
- دوربین حراراتی : دقیق‌ترین دستگاه بازرسی ترموگرافی دوربین تصویربرداری حرارتی است که یک تصویر حرارتی دو بعدی از یک منطقه را با استفاده از اندازه‌گیری پرتوی فروسرخ ایجاد کرده و انتشار گرما را نشان می‌دهد. دوربین حرارتی با نام‌های ترموویژن، دوربین ترموگرافی، دوربین حرارتی مادون قرمز، دوربین گرمانگار و آنالیز ترموگراف دار نیز شناخته شده و در زبان لاتین Thermal Camera نامیده می‌شود.[۱۲]